# Adigun Taofeek Salami
Adigun Taofeek Salami (Lagos, 6 maggio 1988) è un ex calciatore nigeriano, di ruolo centrocampista.

## Carriera
Ha giocato 4 partite in Europa League con la maglia del Midtjylland, con cui ha anche giocato 106 partite nella prima divisione danese.